# Liparis cyclopus
Liparis cyclopus är en fiskart som beskrevs av Günther, 1861. Liparis cyclopus ingår i släktet Liparis och familjen Liparidae. Inga underarter finns listade i Catalogue of Life.